# Egestorf
Egestorf est une commune allemande de Basse-Saxe dans l'Arrondissement de Harburg.

## Géographie

### Quartiers
- Egestorf, Döhle, Evendorf, Sahrendorf, Schätzendorf.